# 內伯爾山 (阿爾高阿爾卑斯山脈)
47°25′18″N 10°20′33″E / 47.42167°N 10.34250°E

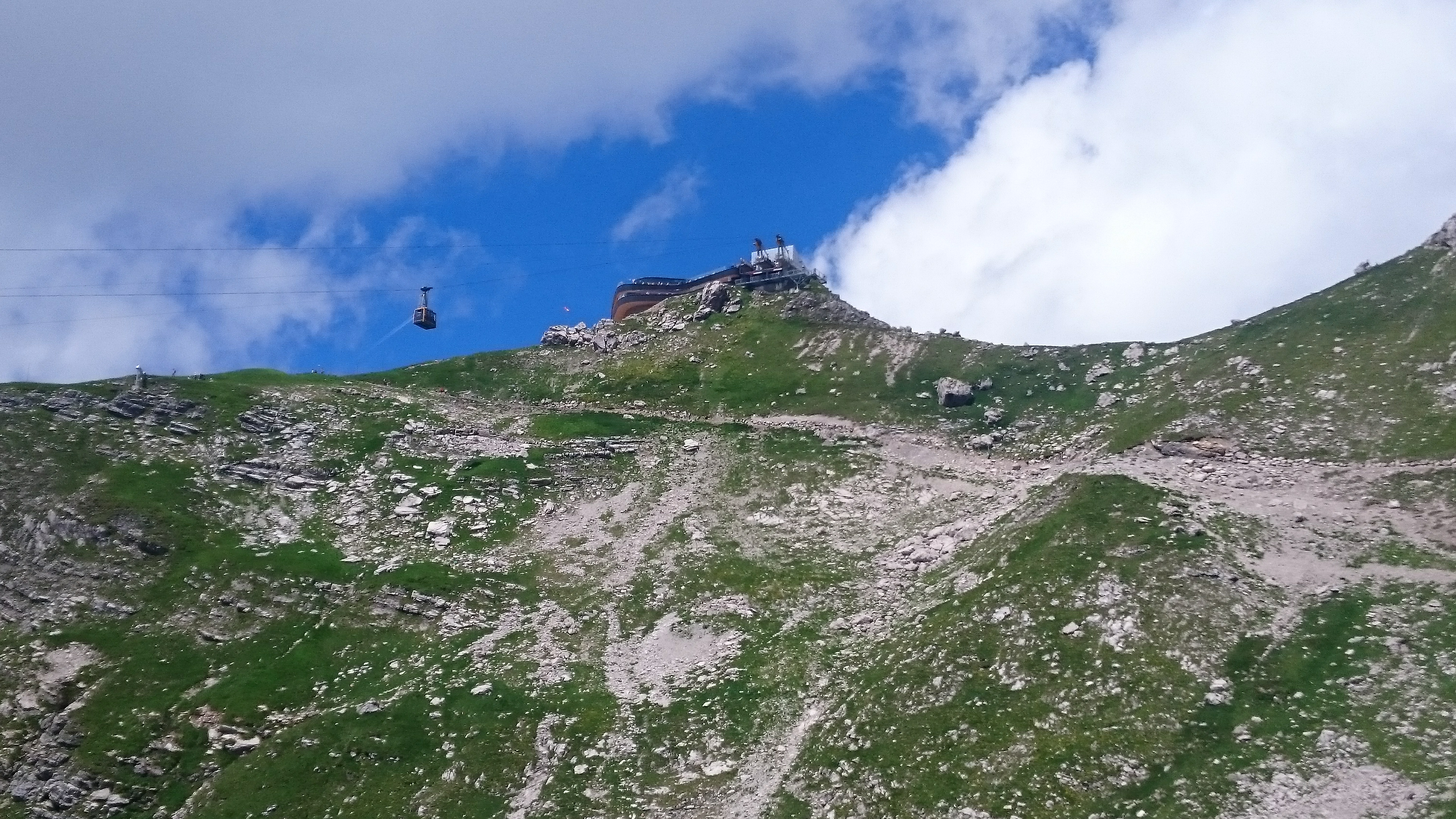

內伯爾山（德語：Nebelhorn），是德國的山峰，位於該國東南部，由巴伐利亞負責管轄，屬於阿爾高阿爾卑斯山脈的一部分，海拔高度2,224米，每年平均降雨量1,730毫米，人類首次在1930年首次登頂。